# Station Witanów
Station Witanów is een spoorwegstation in de Poolse plaats Witanów.